# Червоний пекоріно
Червоний Пекоріно — червоний сицилійський сир, його в Сицилії ще називають пікуріну руссу — це сир з овечого молока, пасти філати, вироблених в Сицилії.
Виробництво традиційної сицилійської кухні, як такої було офіційно визнано та включено в список продуктів харчування традиційної італійської кухні (A. P. T), Міністерства сільського Господарства, Продовольства та Лісового господарства.
В Італії інші сири називаються так само як у Франції, так і на Сардинії. На відміну від червоного сицилійського пекоріно, який носить назву приправи, він виготовляється з томатного соусу, простого овечого молока, до якого додається шафран або перець чилі під час виробництва.

## Особливості
Назва походить від унікальної риси червоного пекоріно, його потрібно натирати з приправою і оливковою олією, з томатним соусом, який надає йому типовий червоний колір. Обробка сиру проводиться вручну, починаючи з самої форми, коли сиру ще близько двох місяців, коли він ніжний і свіжий. Змішують оливкову олію і томатний соус, покриваючи ним сир, це створює захисний шар сиру, і в такому стані з червоною кіркою сир дозріває. Цей процес передбачає мінімальний первинний процес дозрівання даного виду сиру.